# 栗原みなみ
栗原 みなみ (くりはら みなみ、1974年1月30日 - )は、日本の元女優、タレント。栃木県出身。 T162cm B83W57H84cm。

## 略歴
バスガイドからタレントに転身

## テレビ出演
- 上岡龍太郎にはダマされないぞ! （CX） アシスタントレギュラー
- ギルガメッシュないと（TX）「栗原みなみのランジェリー写真館」ランジェリーカメラマンとしてレギュラー出演

## 女優業
Vシネマなどに出演。
- 歌麿おんな秘図：浮世絵師の生涯を書いた作品で、幼少時の浮世絵師に情事を見られてしまう母と、成長後の浮世絵師が出会うその面影を持つ女を、一人二役で二役演じた。

## 書籍
写真集を出していた。
- マドンナメイト　夜光虫　栗原みなみの甘美なフェロモン  1995年、マドンナ社
- 「セルフエロチシズム」 1998年、イチフジ（富士出版） ※栗原自身によるセルフポートレート写真集

## 吹き替え
- ラストエンプレス 西太后（玉蘭〈チンミー・ヤウ〉）